# Acaromorpha
Acaromorpha – takson stawonogów z gromady pajęczaków, obejmujący roztocze i kapturce.
Charakterystycznymi cechami tych pajęczaków są: zlanie się wszystkich zwojów nerwowych segmentów ciała od trzeciego włącznie w jedną masę okołoprzełykową, brak zamózgowej części gardzieli, brak brzusznego mięśnia rozwieracza gardzieli (łac. musculus pharyngealis sternalis), szerokie zrośnięcie się bioder nogogłaszczków w częściach pośrodkowych oraz odnóża krocze o stawie między rzepką a golenią w formie dwukłykciowego zawiasu. Ponadto zarówno u roztoczy jak i kapturców spotyka się rozwój metamorficzny z sześcionogimi stadiami larwalnymi i ośmionogimi stadiami nimfalnymi.
Takson ten został wprowadzony w 1957 roku przez Wsiewołoda Dubinina. W pracy Ludwig van der Hammena z 1977 roztocze zostały rozbite na dwie gromady i tylko dręcze (Anactinotrichida) łączone były z kapturcami (gromada Cryptognomae), podczas gdy roztocze właściwe (Actinotrichida) łączono z rozłupnogłowcami (gromada Epimerata). Acaromorpha rozpoznane zostały w analizie Petera Weygoldta i Hannesa Paulusa z 1979 pod nazwą Acarinomorpha, jak również w analizach Jeffreya Shultza z 1990 i z 2007. Monofiletyzmowi Acaromorpha przeczą natomiast wyniki analiz Gonzalo Giribeta i innych w 2002 (roztocza z bazalną pozycją wśród Micrura), Mirosławy Dabert i innych z 2010 (roztocze difiletyczne; roztocze właściwe siostrzane dla solfug, a dręcze dla zaleszczotków), Almira Pepato i innych z 2010 (kapturce siostrzane dla Tetrapulmonata; roztocze właściwe siostrzane dla solfug, tworzące z nimi Poecilophysidea), A. Pepato i P.B. Klimowa z 2015 (monofiletyczne Poecilophysidea, siostrzane dla dręczy), Russella Garwooda i Jasona Dunlopa z 2014 (roztocza difiletyczne, tworzące klad z kapturcami i solfugami) oraz Jesúsa Ballesterosa i Prashanta Sharmy z 2019 (roztocza difiletyczne i najbliższe zaleszczotkom).